# Mantispa tenella
Mantispa tenella is een insect uit de familie van de Mantispidae, die tot de orde netvleugeligen (Neuroptera) behoort. 
Mantispa tenella is voor het eerst wetenschappelijk beschreven door Erichson in 1839.